# Villa del Mitra
La villa del Mitra es un yacimiento arqueológico, concretamente una villa romana datada en el siglo I, ubicado en la localidad de Cabra (Córdoba, España), en lo que fue la antigua Igabrum romana. Su nombre proviene del descubrimiento de la escultura del Mitra de Cabra, aunque también han salido a la luz otras piezas como el Niño con liebre y diversos mosaicos romanos.
El 8 de marzo de 2016 fue declarada Bien de Interés Cultural en figura de Zona Arqueológica. Unas excavaciones en febrero de 2023 descubrieron que albergaba el único mitreo que se ha hallado en Andalucía.

## Historia

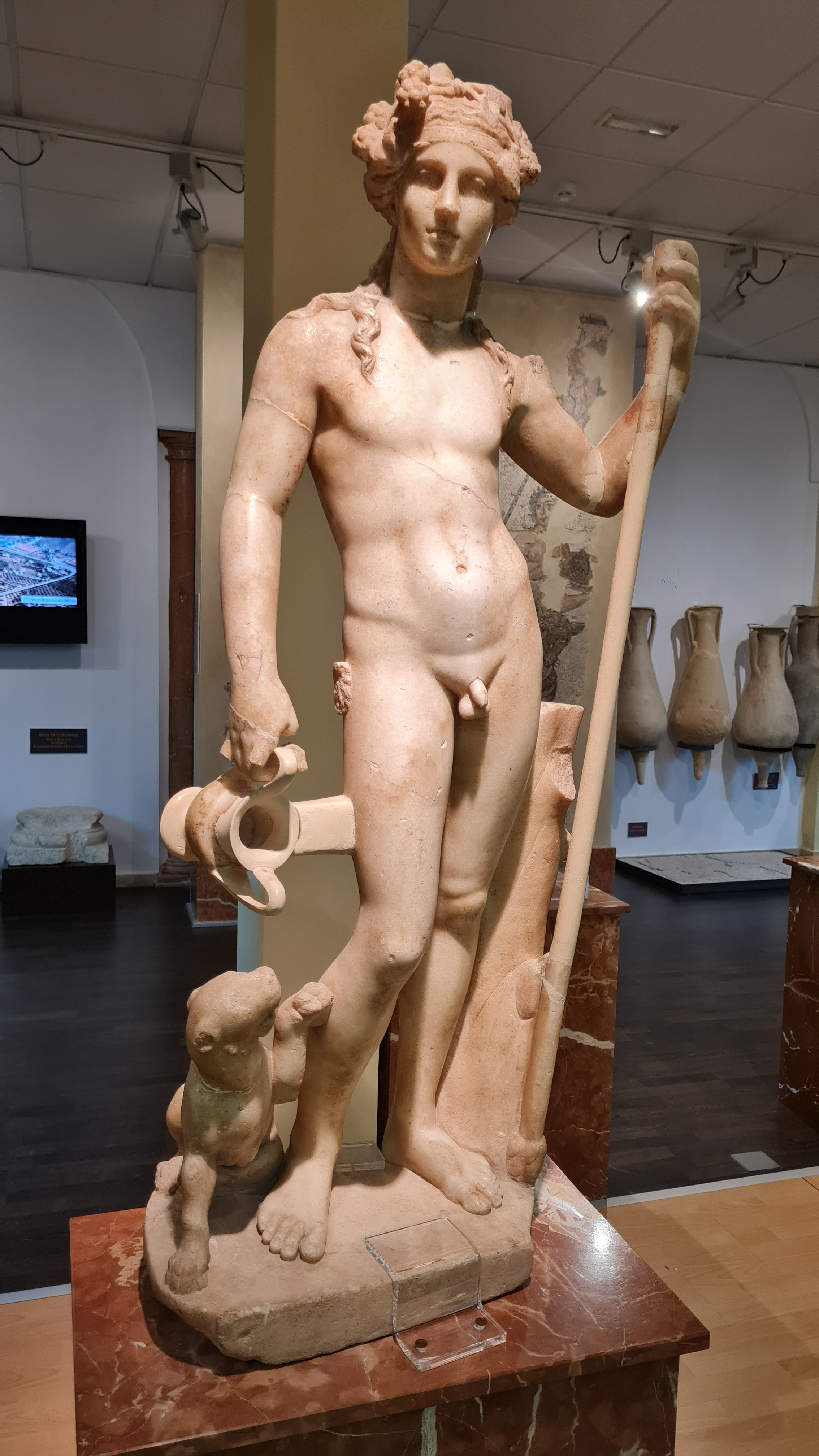
El dios Baco con pantera es una de las esculturas más importantes hallada en 1972, actualmente en el Museo Arqueológico de Cabra.

Las primeras evidencias humanas en el yacimiento datan de la Edad de los Metales, tal y como demuestra un diente de hoz encontrado, realizado en sílex. No obstante, la estructura de la villa se habría configurado en el siglo I, durante época romana, y se realizaron unas remodelaciones de gran importancia entre los siglos III y IV. Su ubicación era idónea, ya que la villa tenía acceso directo al agua al estar muy cerca del manantial Fuente de las Piedras. Posteriormente, a finales del siglo IV se detecta un nivel de abandono, así como documentación de un incendio que habría acabado con la techumbre. De nuevo hay algunos indicios de presencia humana durante época visigoda, incluyendo una necrópolis; no obstante, la mayoría de restos corresponden al periodo romano.

### Descubrimiento

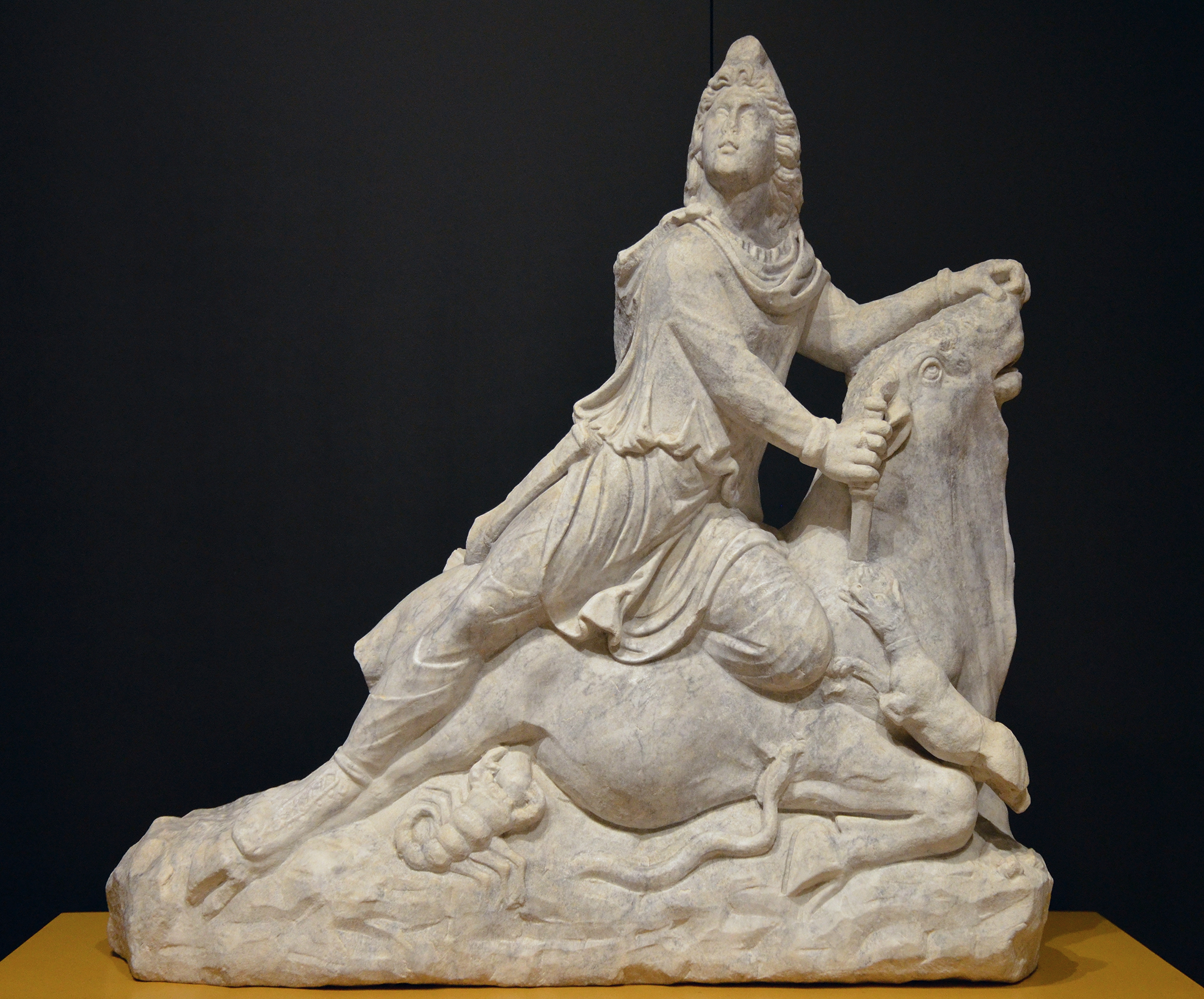
Mitra de Cabra, estatua que indicaría que se practicaba el culto al mitraísmo en la zona.

La villa fue descubierta por el agricultor Francisco Castro Córdoba en sus terrenos por casualidad en el año 1951-52, encontrando y desenterrando él mismo algunas esculturas importantes que fueron regaladas a familias egabrenses, por lo que su recuperación fue más compleja. Por ejemplo, el Mitra de Cabra fue cedido al secretario del ayuntamiento, Rafael Moreno La Hoz, quien lo donó al Museo Arqueológico de Córdoba, mientras que Niño con Liebre fue regalado al ministro José Solís Ruiz.

#### Excavaciones (1972; 1981)
La primera excavación oficial, dirigida por Julián García García, se realizó en 1972-73, descubriendo parte de la planta de la villa o pars urbana del siglo III, destacando un patio fortificado con un estanque en su interior y diferentes estancias a su alrededor. Los aposentos estaban decorados con diversos mosaicos, siendo el de mayor tamaño el ubicado en el triclinio, representando por el Triunfo de Baco; además de encontrarse las estatuas de Dioniso (restaurado en el taller de Itálica en 1973 y declarado BIC en 1993) y Eros dormido. Tanto los mosaicos como las estatuas se extrajeron y trasladaron al Museo Arqueológico de Cabra, donde se conservan.

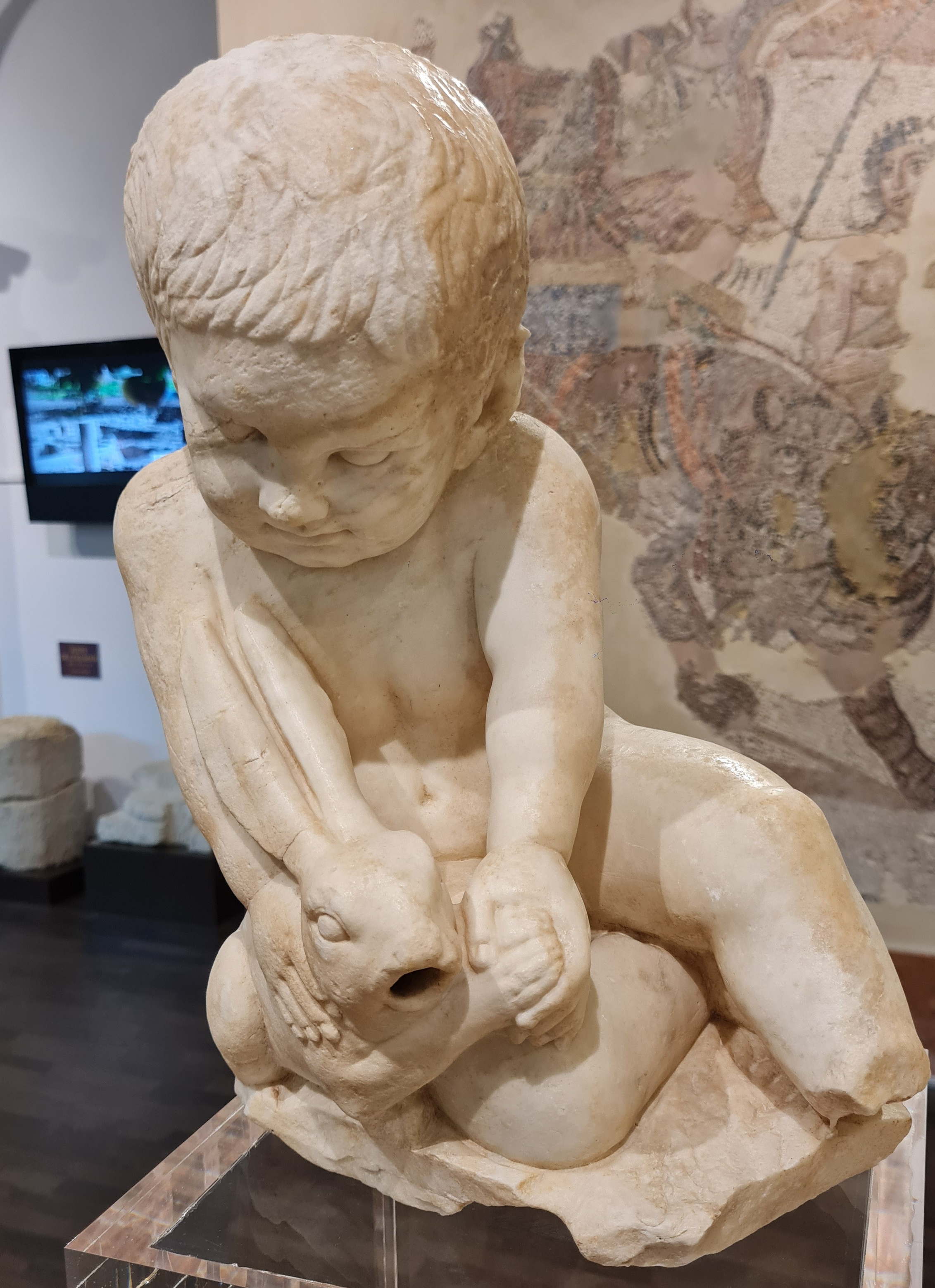
El Niño con liebre fue hallado en 1952 y desde 2015 se expone en el Museo Arqueológico de Cabra.

La segunda excavación oficial se realizó en 1981, dirigida por José Luis Jiménez Salvador y Manuel Martín Bueno, y dio a conocer la existencia de un hipocausto, que irradiaba calor en el suelo de las termas de la villa. Asimismo, se encontraron tres monedas: una hallada debajo de un mosaico con la efigie del emperador Filipo el Árabe (año 244), otra con el rostro del emperador Diocleciano (año 285), y una última sobre los restos de la techumbre del emperador Valentiniano II (año 378), lo que ha permitido datar con mayor precisión el yacimiento arqueológico. A excepción de una prospección geofísica mediante georradar en 2004 para delimitar el yacimiento, posteriormente no se han realizado más excavaciones a pesar de que todavía quedarían restos del yacimiento sin descubrir.

#### Propiedad pública
El 16 de enero de 2018, tras varias décadas reclamando el yacimiento para la ciudadanía y 40 años en régimen de alquiler, el Ayuntamiento de Cabra compró los terrenos donde se ubica la villa romana a los propietarios por un valor de 21.000 euros, pasando finalmente a titularidad pública. A comienzos de 2021 se realizó una limpieza en el área arqueológica con el objetivo de instalar una nueva valla metálica que diera mayor protección al conjunto, cuyas obras quedaron finalizadas en septiembre de ese año y en cuyo proceso se encontró un cuchillo tipo Simancas del siglo IV-V, además de ocho ladrillos con la inscripción «EX OFFIC(INA) AVR(ELI) CARISI», cuya traducción sería: «Realizado en el taller de Aurelio Carisio». Estos ladrillos se unen a otros hallados en 1908 y reutilizados en una tumba visigótica cercana a la villa romana, así como algunos de las excavaciones de 1981, haciendo un total de diecisiete ejemplares. Debido a que el nombre de Aurelio Carisio no se ha encontrado en ningún otro yacimiento, se especula a que podría ser un alfarero del municipio o incluso el dominus de la villa.
Entre octubre de 2022 y marzo de 2023 se realizó una campaña de excavaciones para abrir al público la villa romana, descubriendo en febrero de 2023 el único mitreo que se ha hallado en Andalucía con restos de huesos de cerdo, ave y conejo distribuidos sobre el suelo.Desde junio de 2023 se realizan visitas guiadas al yacimiento previa inscripción en la oficina de turismo.

## Estructura

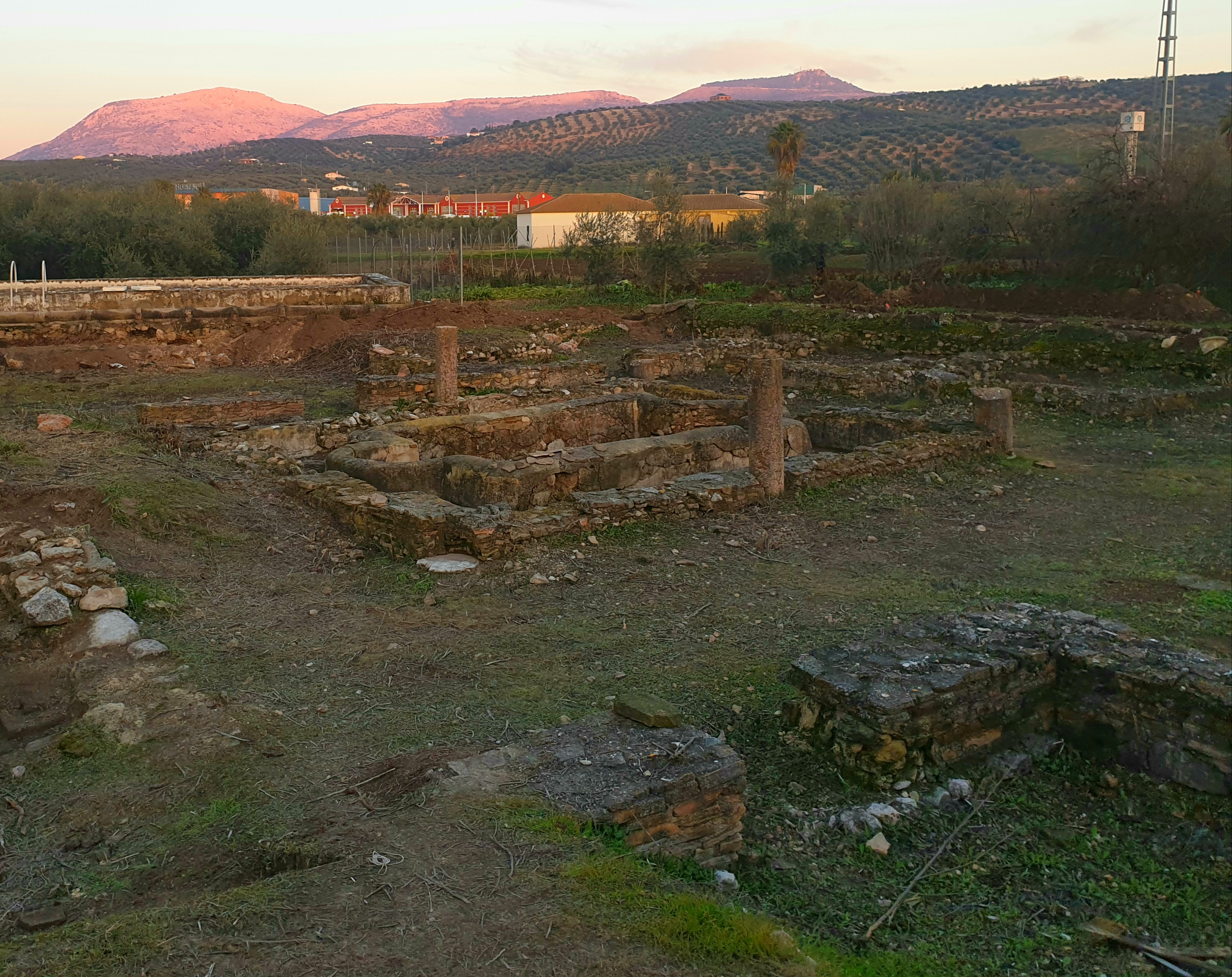
La Villa del Mitra en enero de 2021.

La construcción se enmarcaría en las denominadas villas de peristilo, en cuya provincia de Córdoba podemos encontrar algunos ejemplos, y que destacaban por tener un estanque abierto a las estancias más importantes. Originalmente, el patio estaba compuesto por una fuente rectangular y un pórtico de columnas unidas por un muro de baja altura. Más adelante, el pórtico y las columnas fueron eliminadas y el estanque fue ampliado y se le añadieron dos exedras, que muy probablemente estarían decoradas con las esculturas encontradas de los dioses Mitra y Dionisos.
Las diferentes piezas escultóricas como el Mitra de Cabra o Eros dormido pertenecientes al siglo II fueron encontradas dentro del estanque, que podrían haber sido arrojadas a la fuente para su conservación tras el asedio de la villa. Se cree que Niño con liebre sería el surtidor de agua del estanque, ya que se aprecia un orificio por el que saldría el agua.
Los materiales con los que fue realizada son principalmente mampostería de piedra caliza con mortero de arena y cal. Algunas paredes conservan restos de estuco decorado con bandas rojas y el pavimento está decorado con mosaicos geométricos, vegetales y decorativos.
Algunos investigadores consideran que el Mitra habría pertenecido a un mitreo, en el que hubiera estado acompañado de las figuras mitraicas de Cautes y Cautópates, y con el paso del tiempo, habría perdido su función religiosa para pasar a decorar una estancia de la villa. Además del estanque, se ha descubierto una gran estancia, que posiblemente fuera el triclinio con gran opulencia para recibir visitantes, así como pequeños habitáculos denominados cubiculum, dormitorios de uso privado y sin acceso a los invitados. El hipocausto mantendría calientes las diferentes salas gracias a la irradiación de calor por el suelo.